# Новоропська волость
Новоропська волость — історична адміністративно-територіальна одиниця Новозибковського повіту Чернігівської губернії з центром у містечку Новий Ропськ.
Станом на 1885 рік складалася з 16 поселень, 16 сільських громад. Населення — 12 161 особа (6349 чоловічої статі та 6822 — жіночої), 2235 дворових господарств.
1919 року 4 повіти Чернігівської губернії (Мглинський, Новозибківський, Стародубський, Суразький) було включено до складу Гомельської губернії. 1923 року волость було розформовано, села відійшли до 3 сусідніх волостей. 1925 року УСРР було повернуто 2 села колишньої Новоропської волості - Карповичі та Тимоновичі. на той момент вони входили до складу Семенівської волості.
|                     | Площа, десятин | У тому числі орної, дес. |
| ------------------- | -------------- | ------------------------ |
| Сільських громад    | 27978          | 19530                    |
| Приватної власності | 8304           | 4404                     |
| Казенної власності  | 824            | 2                        |
| Іншої власності     | 136            | 120                      |
| Загалом             | 37242          | 24056                    |

Найбільші поселення волості на 1885 рік:
- Новий Ропськ — колишнє державне село при річці Ірпа за 37 верст від повітового міста, 3239 осіб, 622 двори, 3 православна церква, школа, поштова станція, 2 постоялих двори, 2 постоялих будинки, 12 лавок, 2 крупорушки, 3 маслобійних заводи, водяний і 3 вітряних млини, 5 ярмарків на рік.
- Бровничі — колишнє державне й власницьке село при болоті, 1105 осіб, 193 двори, православна церква, каплиця, постоялий будинок, 3 вітряних млинів, 3 маслобійних заводи.
- Карповичі — колишнє власницьке село при річці Снов, 1480 осіб, 260 дворів, православна церква, школа, богодільня, 2 лавки, водяний млин, винокурний завод.
- Любечане — колишнє державне й власницьке село, 587 осіб, 122 двори, православна церква, постоялий будинок, лавка, вітряний млин.
- Могилівці — колишнє державне й власницьке село при струмкові, 1088 осіб, 116 дворів, православна церква, 4 вітряних млини.
- Сачковичі — колишнє державне й власницьке село при річки Ірпа, 1742 особи, 250 дворів, православна церква, школа, 2 постоялих будинки, 3 вітряних млини, маслобійний і цегельний заводи.
- Старий Ропськ — колишнє державне й власницьке село при струмкові, 1151 особа, 170 дворів, православна церква, школа, 4 вітряних млини, 2 маслобійних заводи.
- Сушани — колишнє державне й власницьке село при струмкові, 516 осіб, 115 дворів, каплиця.
- Тимоновичі — колишнє державне й власницьке село при річки Снов, 1249 осіб, 282 двори, православна церква, постоялий будинок, 2 водяних і 2 вітряних млини.

1899 року у волості налічувалось 31 сільська громада, населення зросло до 18 299 осіб (8962 чоловічої статі та 9337 — жіночої).